# ゴム州
ゴム州（ゴムしゅう、ペルシア語: استان قم, ラテン文字転写: Ostān-e Qom）は、イランの州。面積は11,237km²で国土の0.89%を占める。イラン北部に位置し、州都はゴム市。ゴム州は1995年にテヘラーン州を分割して成立した。1996年現在、人口は約853,000人、その91.2%が都市部に、8.8%が農村部に住む。ゴム州は管下に1市（シャフル）、4郡（シャフレスターン）、9地域行政区（バフシュ）、256村を擁する。

## 地理
ゴム州の気候は砂漠気候と半砂漠気候のあいだに属し、山岳、山麓、平原の三地域からなる。乾燥地帯に隣接し、比較的海から遠いため、湿度は低く乾燥しており、降水量も少ない。したがって農業が可能な地域は少なく、特に塩湖周辺では全く不可能である。
ゴム州には二つの大きな塩湖がある。一つはホウゼ・ソルターン湖で、テフラーン・ゴム間の高速道路から望むことができる。ナマク湖はさらに大きく、ホウゼ・ソルターンの東に位置する。

## 歴史と文化
ゴムはイスラーム以前からの都市で、遺構の発掘により紀元前第5千年紀より人々がわかっている。遺跡と文献史料によれば、前イスラーム期のゴムは大都市であった。「ゴム」は当時の市壁の名であり、イランに侵攻してきたアラブ軍はこれによって街を呼び、ゴムが街の名となったのである。ゴムの意味は英訳すると、Rise up（蜂起する）である。
645年、アブー・ムーサー・アシュアリーの命によりゴムに軍が派遣され、戦闘に入った。のち市の中心部は陥落し、イスラーム勢力統治下に入った。第二代カリフ・ウマルの時代である。
ウマイヤ朝、アッバース朝下で迫害されたアリー家の人々の多くはゴムに難を避け、定住するようになっていた。これに対しカリフ・アル＝マアムーンは825年、軍を派遣。ゴムは虐殺と破壊に見舞われた。
831年、マアムーンの死が伝えられると、ゴムの住民はカリフの代官に対して蜂起、叛乱を成功させる。しかし、新カリフ・アル＝ムウタスィムは軍を派遣し、ゴムは再び戦火に見舞われることになった。以降、不安定な時代が続くが、シーア派のブワイフ朝が権力を握ると、ゴムはブワイフ朝の統治の下で発展・繁栄することになる。
セルジューク朝の時代になっても都市の繁栄は続いたが、モンゴル帝国の侵入が始まると、都市は破壊された。のちにイルハン朝のスルターン・ムハンマド・オルジェイトゥ・フダーヴァンダなどの支配者がイスラームに転ずるとゴムは保護を得て、繁栄を取り戻すことになる。
14世紀後半にはティームールによる破壊と虐殺を受けたが、カラ・コユンルー朝、アク・コユンルー朝の統治を経て、サファヴィー朝下では国教シーア派の聖地というゴムの性格から特段の配慮を受け、大きく発展した。
1503年までにゴムはシーア派学問の主要な中心地の一つとなり、同時に巡礼地にもなっていた。
アフガーン族の侵入によってゴムは著しい経済的損害を受けた。この状況は、ナーディル・シャーの統治下、さらにはイラン全土を巻き込んだザンド朝とガージャール朝の擾乱のあいだ変化することはなかった。
1793年、ゴムは最終的にガージャール朝のアーガー・ムハンマド・ハーン・カージャールの統治下に入った。戦勝祈願の際の誓約にしたがって、ファトフ・アリー・シャーはハズラテ・マアスーメ廟の修築を行っている。ガージャール朝下、ゴムは隆盛を極めることになる。1915年、ロシア軍がキャラジュに入ると、テフラーンの住民はその近さからゴムに避難し、さらにゴムへの遷都も検討されたが、イギリス・ロシアはアフマド・シャー・ガージャールをその保護下に置き、遷都の試みは廃された。このときテフラーンでは祖国防衛委員会が設立され、ゴムはイギリス・ロシアに対する政治的・軍事的勢力の中心となる。
パフラヴィー朝末期には、ゴムはアーヤトッラー・ホメイニーの抵抗運動の拠点となった。ホメイニーは、のちに追放され、イラン・イスラーム革命後はテフラーンに移るが、それまで長年ゴムで生活を営んでいた。

## 今日のゴム州
ゴムは、全世界のシーア派学問の中心地となっており、多くの神学校とハズラテ・マアスーメ廟が州都ゴムの著しい特色をあらわしている。ゴム郊外にもジャムキャラーンと呼ばれる巡礼地がる。テフラーンに近いという立地はゴムの利点となっている。

### ゴム州の主要高等教育機関
1. ゴム・シェイフ・モフィード大学
2. イスラーム自由大学ゴム
3. ゴム大学
4. 神学校・大学研究大学
5. ゴム・イスラーム諸学研究計算機センター
6. エマーム・ホメイニー研究教育大学
7. ゴム医科大学
8. ファーテミーエ医科大学
9. フェイズィーエ神学校 (単に「ホウゼ」と呼ばれる)

## ゴムの観光地と名勝
イラン文化遺産協会には歴史的文化的遺産として195ヵ所が登録されている。その中でも有名なものは以下の通りである。
- キャハク渓谷
- ヴァシュヌーフ渓谷
- ホウゼ・ソルターン塩湖
- ナマク塩湖
- マルアシー・ナジャフィー図書館（50万をこえる手稿本、写本を収める）
- アースターネ・モガッデセ博物館
- ゴム・バーザール
- フェイズィーエ神学校
- ジャムキャラーン・モスク
- ゴム金曜モスク
- ゴム・アティーグ・モスク
- アアザム・モスク
- ハズラテ・マアスーメ廟